# Vertex Pharmaceuticals
Vertex Pharmaceuticals — американська біотехнологічна корпорація виробник препарату Телапревір (англ. Incivek/telaprevir), що застосовується при лікуванні хронічного вірусного гепатиту С 1-го типу в комбінації з рибавірином та пегільованим альфа-інтерфероном у дорослих хворих без ознак печінкової недостатності.